# El muñeco del frac rojo
El muñeco del frac rojo es un cuento infantil corto del escritor Constancio C. Vigil incluido dentro de la obra literaria de su autoría Cartas a gente menuda del cual no formaba parte en la versión original del libro de 1927. El cuento se editó durante la década de los 40s en formato de minilibro por Editorial Atlántida y posteriormente se integró dentro de la quinta edición de 1946 con 70 000 ejemplares de "Cartas a gente menuda" y siguió formando parte del libro en la séptima edición de 1954 a través de la misma editorial que constó de 50 000 ejemplares. Fue ilustrado por los artistas plásticos Federico Ribas y Alfredo Pollio entre otros.

### Descripción del personaje
Acorde al cuento, se trata de un muñeco antropomorfo de clara estética masculina proporcionada, con la cabeza rapada y con un gran bigote, el cual va ataviado con un frac de color rojo. El muñeco funciona mediante una llave cuerda y realiza diversos movimientos que lo hacen vistoso y gracioso mientras saluda con su sombrero, camina, baila y hasta ríe. Sin embargo, la personalidad del muñeco  es caprichosa y pretenciosa, demostrando en todo momento un exagerado nivel de ambición y estados anímicos que varían entre la depresión y la ira.

## Argumento
Vigil le dedica la historia del muñeco a modo de carta a todos los niños llorones. La narración cuenta que cuando la juguetería queda a oscuras, sin gente, los muñecos salen de su estado de quietud y dialogan o interactúan entre ellos. Todos los juguetes tienen la esperanza de que alguien los compre y formen parte de los juegos de los niños. Sin embargo el muñeco del frac rojo pretende que su muñeco sea el niño más lindo del mundo.  En vano trataban los otros muñecos de convencerlo de no tener una actitud tan pretenciosa. El muñeco es comprado por Filomeno, un niño que resulta ser caprichoso y molesto, causando que el juguete solo pase a lamentarse de su suerte y finalmente cuando el niño apenas se cansa de él es devuelto a la juguetería,  hecho que era considerado por los juguetes como lo peor que podía pasarles a cualquiera de ellos.
El protagonista pasa algunas noches deprimido y sin hablar. Cuando finalmente lo hace, exclama caprichosamente que él elegirá a su dueño a partir de ahora, pero que no pretende que sea el niño más lindo ni mejor vestido sino el más tonto del mundo. Cuando los demás lo interrogan por qué desea tal cosa, él reconoce que lo que ahora solo sabe hacer es llorar y que solo un tonto podría elegir a un juguete de esas características. A partir de ese punto los demás juguetes le describen a una serie de posibles dueños que se ajustarían a lo que él pretende, sin embargo el muñeco sigue insistiendo que él solo se iría con un completo tonto.
El cuento culmina cuando un niño célebre por sus llantos y rabietas elige al muñeco y ambos, muñeco y dueño se van llorando de la juguetería, hecho que libra al resto de los juguetes de la presencia de quienes ellos consideraban un majadero insoportable que les arruinaba las reuniones nocturnas.

#### Análisis de la narración.
A través de las pretensiones y caprichos tanto del muñeco como por parte de los posibles dueños con sus conductas, Vigil se autoarroga un papel formativo y moralizante apelando primeramente a la emotividad y demarcando lo que dentro de sus propios conceptos éticos y religiosos consideraba que era "el camino hacia el bien". Al igual que en otras lecturas como "Sin palabras", "Por no saber leer" o "La sordera de Eustaquio" Vigil paradigmiza con la escuela como institución, la familia y el orden dentro de la conducta personal y social. La retórica de Vigil en la obra "Cartas a gente menuda" de la cual forma parte el muñeco del frac rojo no solo como parte de la antología literaria sino dentro del mismo planteo de conceptos vigilianos, es analizada en detalle por Susana Vital y Roberta Paula Spregelburd en un trabajo conjunto de la Universidad Nacional de Lujan y la Universidad del Nordeste, titulado "Retórica de la escena de lectura de las carátulas" en un capítulo plenamente dedicado a la obra en cuestión de Vigil.